# Лав I Галички
Лав I од Галиције, (1228 – 1301. године), био је краљ Рутеније, кнез (Књаз) од Белза (1245–1264), Пшемисла, Галича (1264–1269) и велики кнез Кијевске Русије (Кијева, 1271–1301).
Био је син краља Данила од Галиције и његове прве жене краљице Ане Мстиславне Смоленске (кћерке кнеза Мстислава Мстиславича Смелог). Као и његов отац, краљ Лав је био члан старијег огранка потомака великог кнеза Владимира II Мономаха.

## Владавина
Краљ Лав I (познат и као Лев) преселио је престоницу свог оца из Галича у новоосновани град Лавов. По њему је овај град добио име по његовом оснивачу, Лавовом оцу, краљу Данијелу Галицијском. Године 1247. краљ Лав I се оженио Констанцом, ћерком краља Беле IV од Мађарске. За разлику од свог оца, који је водио западни политички курс, краљ Лав I је блиско сарађивао са Монголима и заједно са њима извршио инвазију на Пољску. Међутим, иако су његове трупе опљачкале територију све до Рацибожа у Шлезији, пославши много заробљеника и много плена назад у Галицију, краљ Лав I на крају није добио много територија од Пољске. Он је гајио посебно близак савез са татарским каном Ногајем. Такође је покушао, безуспешно, да успостави власт своје породице над Литванијом. Убрзо након што је његов млађи брат Шварн ступио на литвански престо 1267. године, краљ Лав I је организовао убиство великог војводе Литваније Ваишвилкаса. Након што је велики војвода Шварн изгубио престо 1269. године, краљ Лав I је ушао у сукоб са Литванијом, 1274–1276. године, водио је рат са новим литванским владаром — великим војводом Траиденисом — али је поражен. Литванија је припојила територију Црне Рутеније са градом Навагрудаком.
Године 1279. краљ Лав I се удружио са чешким краљем Вацлавом II и напао Пољску. Његов покушај да заузме Краков 1280. године, завршио се неуспехом. Исте године, међутим, краљ Лав I је победио Краљевину Угарску и привремено припојио део Карпатске Рутеније, укључујући и град Мукачево. У време Лавове смрти 1301. године, држава Галиција-Волинија била је на врхунцу моћи.

## Брак и деца
Краљ Лев I се оженио краљицом Констанцом од Угарске, ћерком краља Беле IV од Мађарске и краљице Марије Ласкарис. Имали су троје деце:
- Јуриј I Галичко-Волински (24. април 1252/1257 – 18. март 1308).
- Свјатослава Лавовна Галичко-Волинска (умрла 1302), монахиња.
- Анастасија Лавовна од Галичко-Волиније (умрла 12. марта 1335), која се удала за Сјемовита од Добржиња.